# Jaqueline de Paula Silvestre
Jaqueline de Paula Silvestre (San Paolo, 17 febbraio 1986) è una cestista brasiliana.

## Carriera
Con il Brasile ha disputato i Campionati mondiali del 2014 e tre edizioni dei Campionati americani (2005, 2015, 2017).